# Abdulla Avloniy

Abdulla Avloniy

Abdulla Avloniy (in kyrillischer Schrift Абдулла Авлоний; russisch Абдулла Авлони Abdulla Awloni; auch Abdullah Avlaniy; * 1874; † 1934) war ein usbekischer dschadidistischer Schriftsteller aus Taschkent.

## Leben
Avloniy stammte aus der Stadt Taschkent, wo sein Vater, ein Weber, ein Haus besaß. In seiner Jugend lernte Avloniy an einer maktab und madrasa. Als 14-Jähriger begann er Ismail Gaspiralis Blatt Tercuman zu lesen, das ihn stark prägte, und mit 16 Jahren verfasste er erste eigene poetische Werke. Ab 1908 publizierte er mehrere kurzlebige Zeitungen, schrieb einige Lehrbücher (darunter eines über die Geschichte der Propheten) und Gedichtbände, organisierte 1912 einen Leseraum in Taschkent und gründete in seinem Vaterhaus eine Schule neuer Methode. 1914 eröffnete er im russischen Teil Taschkents einen Buchladen, 1916 gründete er die erste reguläre Theatergruppe Turkestans. Er wirkte außerdem als Schauspieler und Theaterdirektor, hatte freundschaftliche Beziehungen zu Hamza Hakimzoda Niyoziy und war einer der engsten Weggefährten Munavvar Qoris.
Im August 1917 nahm er als Delegierter Turkestans am Russischen Kongress Islamischer Lehrer in Kasan teil und wurde dort ins Präsidium gewählt. Außerdem führte der in dieser Zeit offen prosowjetisch gestimmte Avloniy den Taschkenter Sowjet muslimischer Arbeiter und die auf Drama und Erziehung ausgerichtete Turan-Gesellschaft an, die er 1913 gegründet hatte. 1919 nahm er mit Muhammadsharif Soʻfizoda an einer diplomatischen Mission nach Afghanistan teil.

## Werk
Unter Avloniys Werken finden sich einerseits Theaterstücke und andererseits speziell auf Musik ausgerichtete poetische Werke. Von seinen prärevolutionären Werken wurden viele nie oder erst posthum publiziert.
Biz va Siz („Wir und ihr“) wird als modernes „Lailā-und-Madschnūn-Stück“ beschrieben. Es ist unklar, ob dieses Theaterstück vor seiner Erstveröffentlichung 1979 je aufgeführt wurde. Überliefert ist es anhand einer mit der Angabe „1923“ datierten Handschrift; es scheint nach der Oktoberrevolution verfasst worden zu sein.
Pinak („Schlummer“; geschrieben 1915) ist eines von nur vier erhaltenen vorrevolutionären Kulgi-Stücken (Literaturgattung, die traditionelle Komik und Volksschauspiel mit europäischen Elementen verbindet und in den 1930ern wieder aus der Mode kam). Das Stück stellt die Opium-Problematik dieser Zeit dar und endet mit einer Niederlage der Opiumraucher, die von Spielern zum Narren gehalten und belehrt werden. Ein weiteres Kulgi-Stück ist Avloniys Advokatlik osonmi? („Ist Rechtsanwalt zu sein nicht leicht?“; 1914), in dem ein in Europa ausgebildeter Rechtsanwalt angesichts der traditionellen Strukturen die Flucht ergreift.